# Sociedad Polideportiva Castilblanco
La Sociedad Polideportiva Castilblanco fue un club de fútbol español del municipio de Castilblanco (Badajoz). Compitió por última vez en la temporada 2018-19 en la Segunda División Extremeña. Su capitán era José Luis Fernández Ruiz de Molina.

## Patrocinador
- Temporada 2012/13 Eusebio Fernández "PAGO DE CASASOLA"
- Temporada 2018/19 Local Cooperativa Olivarera “San Cristóbal”
- Temporada 2018/19 Visitante Bar “El Miajón de los castúos”

## Junta directiva
- Lorenzo López (Presidente)
- Pedro López
- Juan Felipe Delgado
- Javier Tejedor
- Miguel Ángel Diaz
- Julian Peralvo
- Juan Pedro Carretero
- Carlos Rojas.